# Kamptotecin
Kamptotecin (CPT) je citotoksični hinolinski alkaloid koji inhibira DNK enzim topoizomerazu I (topo I). Njega su otkrili M. E. Val i M. C. Vani 1966. putem sistematskog testiranja prirodnih proizvoda za lekove protiv kancera. On je izolovan iz kore i stabla Camptotheca acuminata, drveta koji se u tradicionalnoj kineskoj medicini koristi za lečenje kancera. CPT je pokazao znatnu aktivnost protiv kancera u preliminarnim kliničkim ispitivanjima, međutim ovaj materijal ima nisku rastvorljivost i visoko izražene nepoželjne reakcije leka. Usled tih nedostataka putem sintetičke i medicinske hemije su razvijeni brojni sintetički analozi sa poboljšanim svojstvima. Dva CPT analoga su odobrena i koriste se u hemoterapiji kancera: topotekan i irinotekan.

## Spoljašnje veze
|  | Molimo Vas, obratite pažnju na važno upozorenje u vezi sa temama iz oblasti medicine (zdravlja). |